# Carbonera
Carbonera ist eine nordostitalienische Gemeinde (comune) mit 11.252 Einwohnern (Stand 31. Dezember 2023) in der Provinz Treviso in Venetien. Die Gemeinde liegt etwa 4 Kilometer nordöstlich von Treviso. 

## Geschichte
Aus den Jahren 1115 und 1121 datieren die ersten Erwähnungen Carboneras: Einmal in einem Dokument einer Bruderschaft Clunys bei der Übergabe eines Klosters und ein anderes Mal in einem Testament eines Oderico von Carboneras. Ein bekanntes Bauwerk ist die Villa Tiepolo Passi.

## Wirtschaft und Verkehr
Die Firma Mayer Braun Deutschland produziert am Standort Carbonera Rattengifte. 
Durch die Gemeinde verläuft die Autostrada A27. Allein die Anschlussstelle Treviso Nord liegt zum Teil auf Gemeindegebiet.

## Persönlichkeiten
- Cristoforo Tentori (1745–1810), Historiker
- Ruggero Moro (1919–1956), Radrennfahrer
- Giuseppe Moro (1921–1974), Fußballspieler
- Giuliano Brugnotto (* 1963), römisch-katholischer Geistlicher und Bischof von Vicenza